# Siniša Švec
Siniša Švec (1963. – 10. prosinca 2024.) bio je hrvatski radijski voditelj i novinar. Mnogo godina radio je na Radiju 101 (prije poznatom kao Omladinski radio), a poslije je postao jedan od osnivača Yammat FM-a.

## Radijska karijera

### Radio 101
Svoju radijsku karijeru započeo je 1984. godine na Omladinskom radiju (kasnije Radio 101), gdje je radio punih 27 godina. 
Na Radiju 101 postao je jedan od vodećih DJ-eva, poznat po svojim emisijama:
- „One Man Music Show”
- „Radio tulum”
- „Službeni početak vikenda”
- „Van struje” (suvoditelj)

Švec je bio jedan od prvih radijskih voditelja u predstavljanju alternativne glazbe hrvatskim slušateljima. Posebno se ističe njegov doprinos u promociji britanskog benda The Smiths, kojeg je među prvima u Europi predstavio domaćoj publici. Njegov kreativni potpis ostao je zapamćen i kroz poznati jingle „Aktualni 101” za središnje vijesti Radija 101.

### Yammat FM
Nakon završetka ere Radija 101, Švec je 2015. godine postao jedan od osnivača i idejnih pokretača Yammat FM-a, gdje je nastavio svoj rad kao radijski kreativac i voditelj. 

## Sinkronizacija
Uz radijski rad, Švec je ostvario karijeru u sinkronizaciji animiranih filmova, gdje je posudio glas brojnim likovima kao što su:
- Jura u „Pobuni na farmi”
- Grub u „Čuvarima šume: Tajanstvenom svijetu”
- Malcolm u „Tom i Jerry”
- Hobie Brown u „Spider-Man: Putovanje kroz Spider-svijet”

## Ostali rad
Švec je imao suradnju s časopisom „BUG”, za koji je osmišljavao i producirao radijske reklame.
Bio je nominiran za Večernjakovu ružu 2018. i 2020. i za Zlatni studio 2021. i Zlatni studio 2025. na kojem je osvojio Zlatni studio za životno djelo.